# Imogen Walsh
Pour les articles homonymes, voir Walsh.
Imogen Walsh est une rameuse britannique née le 17 janvier 1984 à Glasgow.

## Palmarès

### Championnats du monde
- 2011 :   Médaille d'or en Quatre de couple poids légers à Bled  Slovénie

### Championnats d'Europe
- 2015 :   Médaille d'or en Skiff poids léger à Poznań  Pologne
- 2014 :   Médaille de bronze en Deux de couple poids légers à Belgrade  Serbie